# جراحة الحيوانات

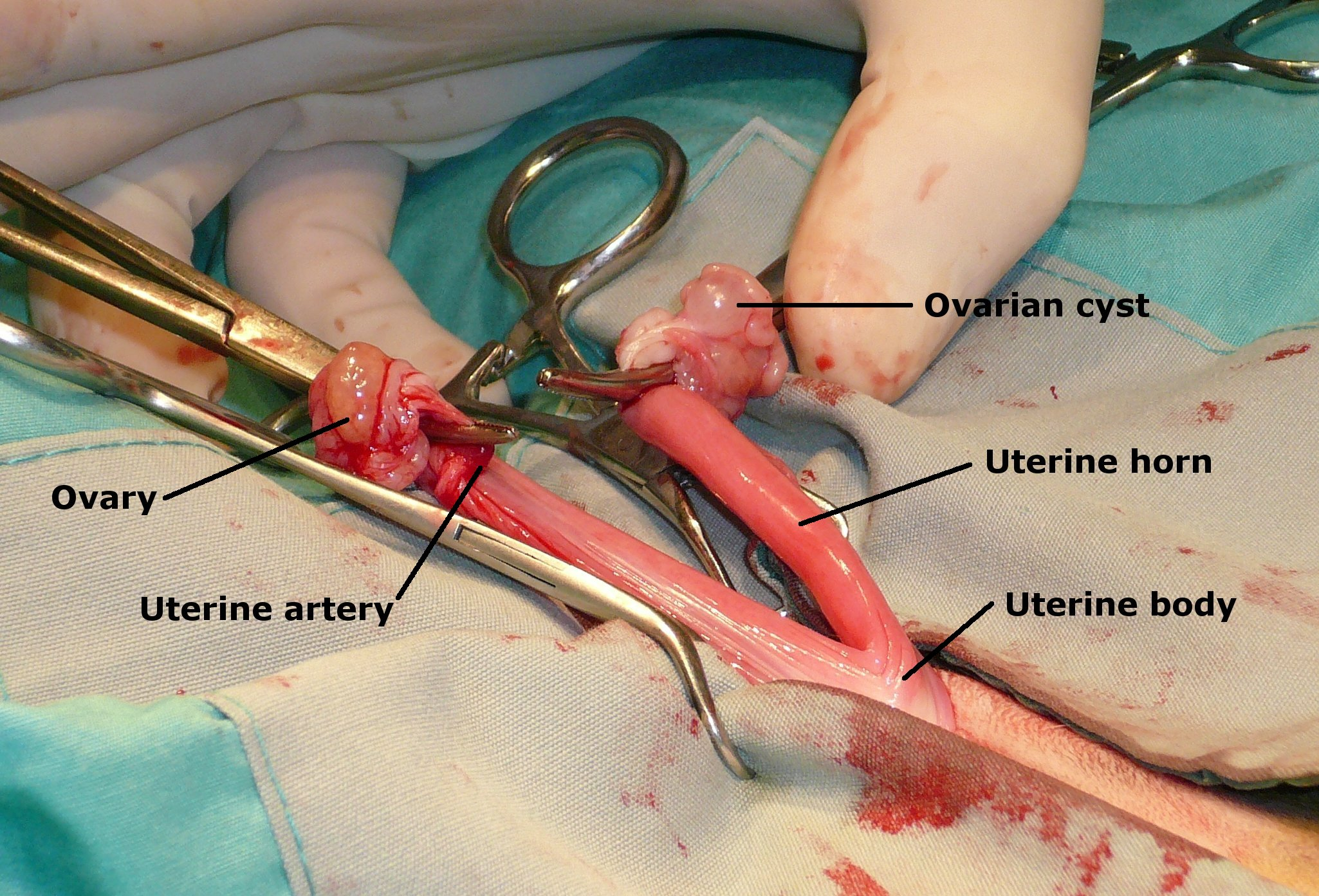
تعقيم قطة من قبل جراح بيطري

جراحة الحيوانات هي الجراحة التي تجرى على الحيوانات من قبل الأطباء البيطريين، الإجراءات الجراحية المتقدمة مثل استبدال المفاصل (الورك واستبدال الركبة والكوع)، إصلاح الكسور، جراحة الأورام (سرطان)، علاج داء القرص التنكسي، عسر العمليات الهضمية أو البولية التناسلية، زرع الكلى، ترقيع الجلد، علاج الجروح المعقدة، عمليات أقل انتشاراً (تنظير المفصل، تنظير البطن، تنظير الصدر) ... إلخ يتم تنفيذها من قبل الجراحين البيطريين فأغلب الأطباء البيطريين الممارسين يجرون عمليات جراحية روتينية [التعقيم والإخصاء].
قد يكون الهدف من الجراحة البيطرية مختلف تماما بين الحيوانات الأليفة وحيوانات المزرعة. خلافاً للوضع السابق أصبحت جراحة الحيوان أشبه بجراحة البشر حيث أصبح بالإمكان تنفيذ عمليات أكثر تعقيدا مع تقنيات تخدير متطورة.
في الأخير، يجب أن لا تتجاوز تكلفة العملية المنفعة الاقتصادية في العلاج الجراحي للمرض.

## التخصصات في الجراحة
في الولايات المتحدة وأوروبا، الجراحة البيطرية هي واحدة من بين 20 تخصص بيطري معترف به من قبل الجمعية الأمريكية للطب البيطري والمجلس الأوروبي لتخصصات الطب البيطري.
على الراغبين في الحصول على شهادة المجلس الخضوع للتدريب المكثف مدة ثلاث سنوات في برنامج الإقامة الطبية تحت الإشراف المباشر للجراحين المعتمدين من المجلس البيطري، ويشمل ذلك أداء عدد كبير من العمليات الجراحية في تخصصات مثل جراحة البطن، العلاج الجراحي لتشوهات الأطراف الزاوي، جراحة تنظير المفصل، جراحة القدم، تثبيت الكسور، جراحة العيون، جراحة المسالك البولية و التناسلية وجراحة الجهاز التنفسي العلوي، الخ.
حالما يتم استيفاء متطلبات الحد الأدنى من التدريب، يلزم الطلبة المقيمين اجتياز امتحان شهادة صارم قبل السماح بدخولهم كأعضاء بالكلية الأمريكية للجراحين البيطريين أو الكلية الأوروبية للجراحة البيطرية

## التخدير البيطري

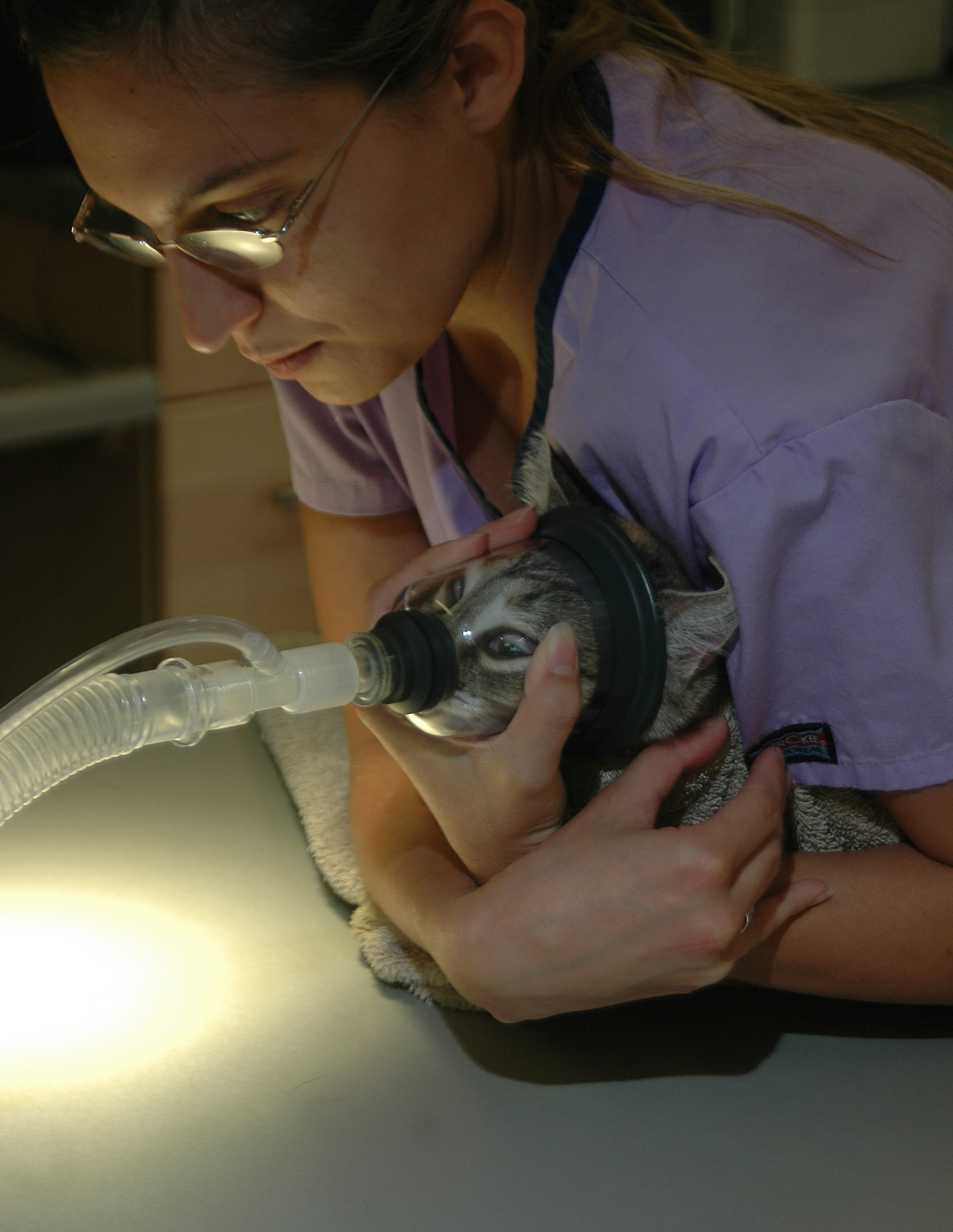
تخدير قط بالغاز من أجل جراحة تعقيم

هناك الكثير من أوجه التشابه بين تخدير الحيوانات وتخدير الإنسان مع وجود بعض الاختلافات. يستخدم التخدير الموضعي في المقام الأول لإغلاق الجروح وإزالة الأورام الصغيرة. اليدوكائين، مِيبيفاكايين وبُوبيفاكايين هي أكثر المواد إستخداماً في الطب البيطري من أجل التخدير الموضعي. يتم استخدام التَهْدِئَة دون تخدير عام لإجراءات معنية أكثر. المهدئات شائعة الاستخدام تشمل الآسِيبْرُومازين، الهيدرومورفين، الميدازولام، الديازيبام، الزيلازين والميديتوميدين. ناهضةα2 شبيهة الزيلازين والميديتوميدين مفيدة بصورة خاصة لأنه يمكن عكسها، الزيلازين بفضل اليوهمبين والميديتوميدين بفضل الأتيباميزول.
تمت الموافقة على استخدام الزيلازين لدى الكلاب والقطط والخيول والظباء والأيائل في الولايات المتحدة، في حين تمت الموافقة على استخدام الميديتوميدين لدى الكلاب فقط. يمكن إجراء أغلب العمليات الجراحية لدى المجترات بفضل التخدير الموضعي.
يشيع استخدام التخدير العام لدى الحيوانات في العمليات الجراحية الكبرى. غالبا ما تخضع الحيوانات لحقن مهدئات عن طريق الوريد أو العضل كتحضير للتخدير، المسكنات ومضادات الكولين (يستخدم لدى الكلاب غالباً البُوبْرينُورْفين والآسيبرومازين وغليكُوبيرُولات). والخطوة التالية هي الحقن الوريدي لعقار.
تعرض الكلاب والقطط عادتاً للثيوبنتال (لم يعد مسموحا به في المملكة المتحدة)، الكيتامين مع الديازيبام، التلييتامين مع الزولازيبام (عادة فقط لدى القطط) و/أو البروبوفول.
الفا كسالون هو مخدر ستيرويدي يستخدم في عمليات كثيرة في المملكة المتحدة للحث على التخدير لدى القطط والكلاب في بعض الأحيان، مشابه في التأثير الفسيولوجي ولكن مختلف في تكوينه عن الصافان. تتلقى الخيول عادتاً الثيوبنتال والغايفينيسين. بعد تهدأة الحيوان، يدخل أنبوب من خلال القصبة الهوائية للحيوان ويعرض لغاز مخدر.

## الجراحات البيطرية الشائعة

### الجراحات الإختيارية

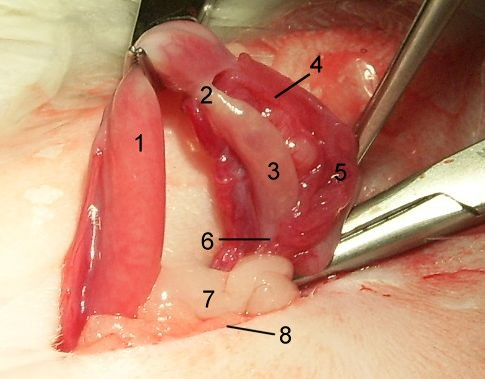
عملية استئصال المبيضين لدى قطة

يشمل الإجراء الجراحي الاختياري تلك العمليات التي لا يكون الأصل في إجرائها مرضياً ومن أكثرها شيوعا عند الحيوانات التعقيم:
- استئصال المبيض أو استئصال المبيض والرحم هو إزالة المبيضين وغالبا الرحم من إناث الحيوانات، لدى الكلاب يتم إنجاز العملية من خلال شق بطني في خط وسط البطن وتتم العملية لدى القطط من خلال نفس الخط أو عن طريق شق الخاصرة (أكثر استخداماً في المملكة المتحدة)، توضع عقدة رابطة على الأوعية الدموية فوق وأسفل المبيض من ثم يتم إستإصاله، في الأخير تتم خياطة جدار الجسم (تحت الجلد والجلد).
- للإخصاء تستخدم تقنيات مختلفة تبعا لنوع الحيوان وتشمل ربط الحبل المنوي بواسطة أدوات الخياطة أو وضع عصابة حول الحبل أو سحق الحبل بواسطة البرديزو. عادة يتم إجراء الخصي لمنع التكاثر أو منع السلوك غير المرغوب فيه (العدائية) أو المشاكل الطبية المستقبلية.[8]

يتم أيضا إجراء التعقيم كإجراء طارئ لعلاج تقيح الرحم والتواء الخصية، ويستخدم لعلاج سرطان

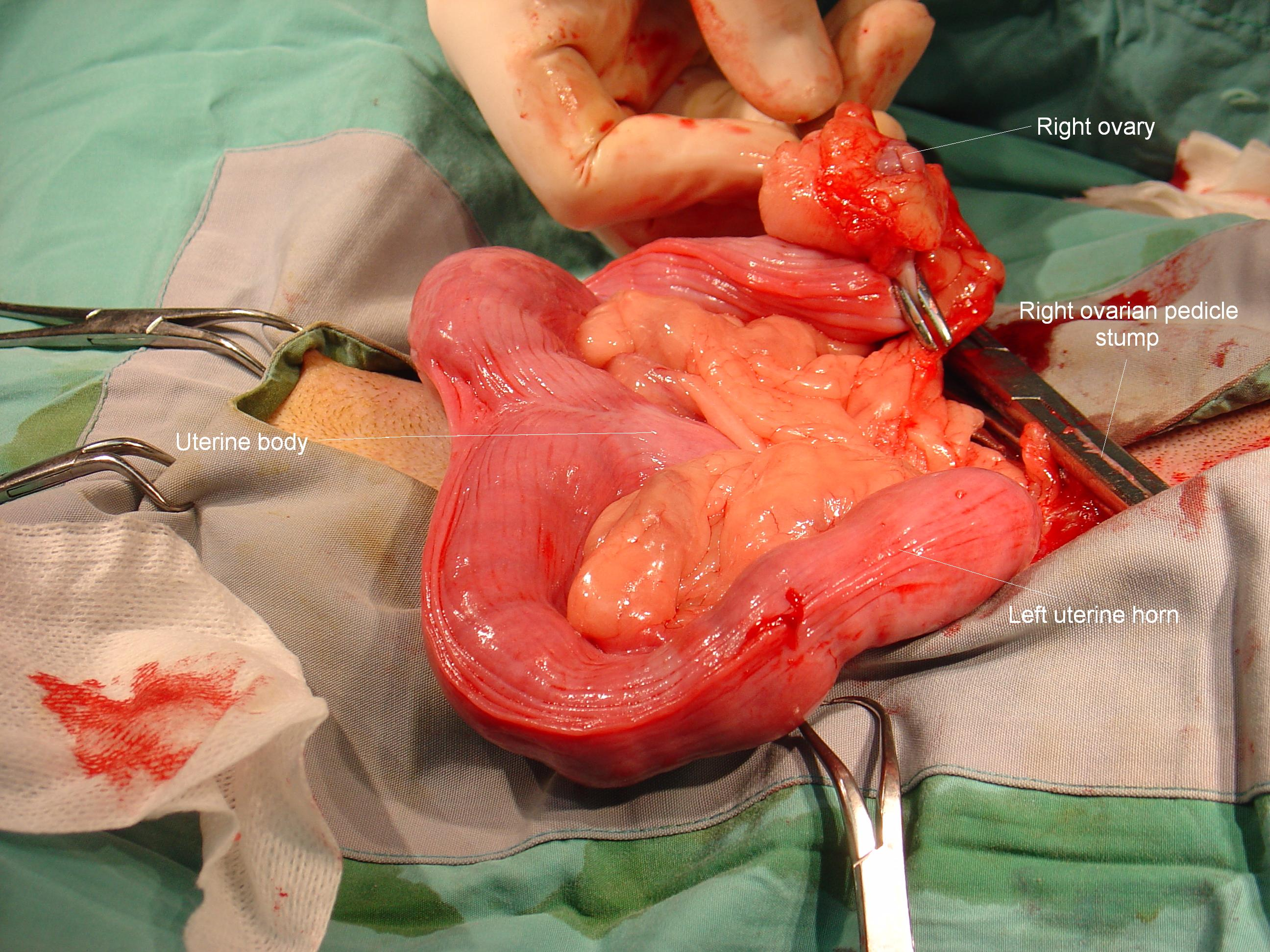
جراحة لرحم متقيح

الخصية والمبيض والرحم كما يوصى به أيضا في حالات اختفاء الخصيتين لمنع الالتواء والتحول السرطاني لهما.
- استئصال الأظافر (إزالة السلاميات الاخيرة باستخدام مبضع، مقص أو مشرط الليزر) عند القطط ، صلم الأذن لدى الكلاب وقطع الذيل لدى الكلاب والخيول من الإجراءات الجراحية المنتشرة في الولايات المتحدة الأمريكية، في حين هي غير قانونية في بلدان أخرى (نزع الأظافر غير مشروع في المملكة المتحدة في حين يسمح بقطع الذيل في الكلاب العاملة فقط) وتواجه نفس العمليات تحديات أخلاقية في بلدان أخرى.
- الجراحة بالليزر لها العديد من المزايا،[9][10] تشمل التقليص من خطر التعرض للعدوى، ألم وتورم أقل بعد الجراحة، تقليل النزف وتحسن مظهر الحقل الجراحي، إرقاء جيد والرؤية في بعض الحالات تقلل الحاجة للتخدير و/أو تقلل وقت الجراحة العامة.

### جراحة الأسنان

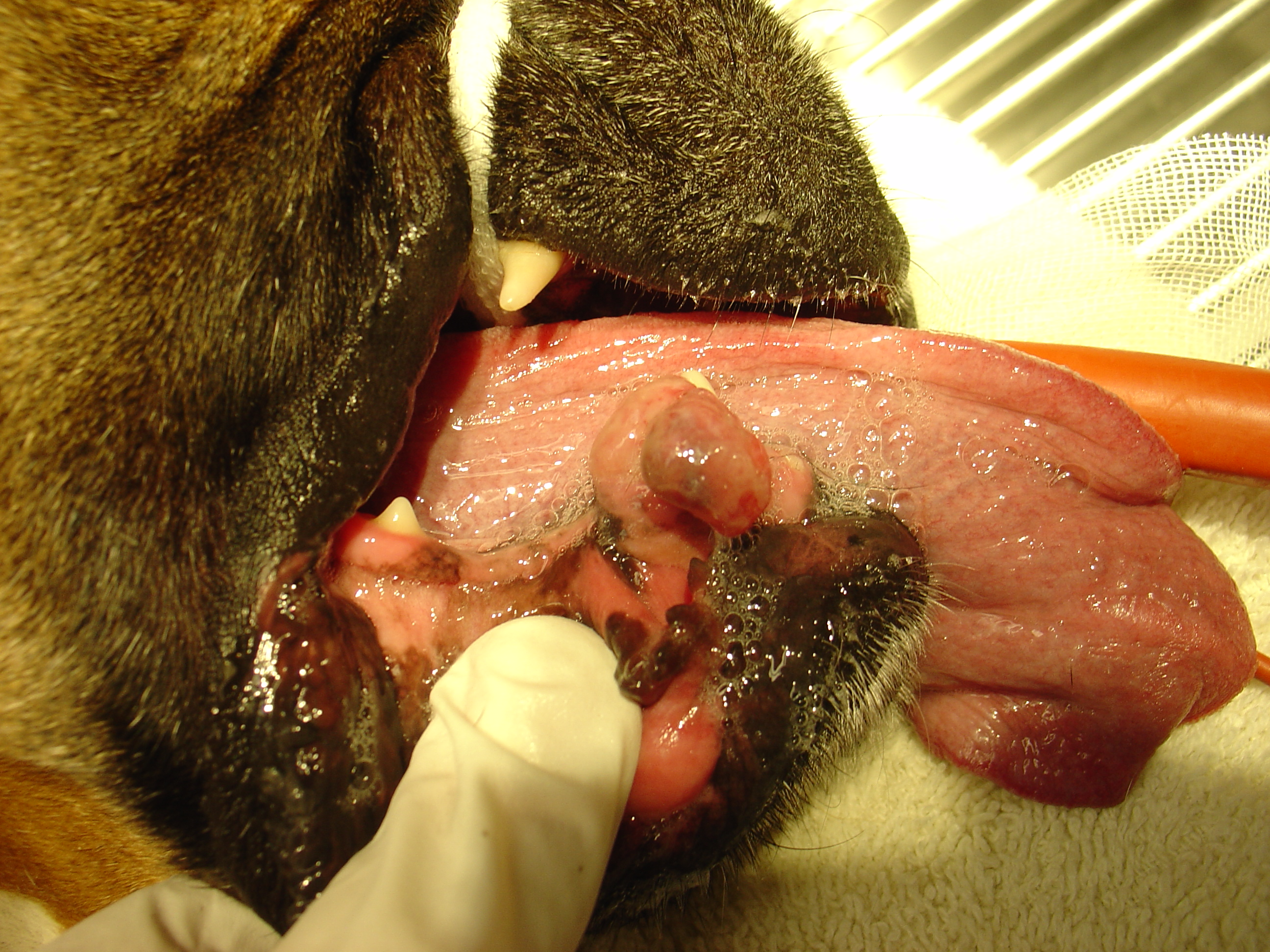
كلب مخدر لديه ورم لثوي

هي تطبيق طب وجراحة الأسنان من أجل رعاية الحيوانات ويشمل ذلك الوقاية والتشخيص وعلاج الحالات والأمراض والاضطرابات في تجويف الفم ومنطقة الوجه والفكين، والهياكل المرتبطة بهما.
- الخيول: تسوية حواف الأسنان المتفاوتة وإزالة أسنان الذئب.[11]
- الكلاب: عادة تتم وقاية الأسنان عن طريق إزالة الجير وعلاج أمراض اللثة وعادة ما تجرى هذه العمليات تحت التخدير. العمليات الأخرى تشمل نزع الأسنان المصابة بخراج أو المكسورة أو الأسنان المؤقتة، قناة جذر السن، تضخم اللثة والورم الثوي.
- القطط: وقاية الأسنان كما هو موضح أعلاه بالنسبة للكلب والعلاج يكون باستخراج الأسنان المتسوسة،(FORLs).[12]

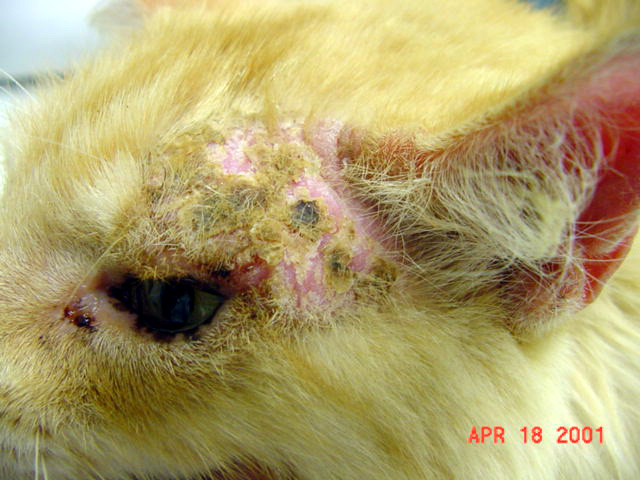
قط مصاب بسَرَطانَ حَرْشَفيَّةُ الخَلايا على مستوى الجفن مع تقران سافع

### جراحة الأورام
الأورام أمر شائع لدى الكلاب والقطط كبيرة السن وتشمل أورام الجلد الليبوما ووَرَمُ الخَلاَيا البَديْنَة والميلانوما وسَرَطانَ حَرْشَفيَّةُ الخَلايا وسرطان الخلية القاعدية والساركومةٌ الِيفِيَّة ووَرَمُ المُنْسِجات.
تتم إزالة أورام الجلد بواسطة جراحة بسيطة أو من خلال جراحة تجميلية، وتشمل أورام الفم الأكثر شيوعا الميلانوما والساركومةٌ الِيفِيَّة وسَرَطانَ حَرْشَفيَّةُ الخَلايا وتتم إزالتها مع أكبر قدر ممكن من الأنسجة المحيطة بما في ذلك أجزاء من الفك السفلي والفك العلوي.
أنواع أخرى تتطلب جراحة منها سرطان العظم وأورام المعدة والأمعاء وكتل الطحال وسرطان المثانة.

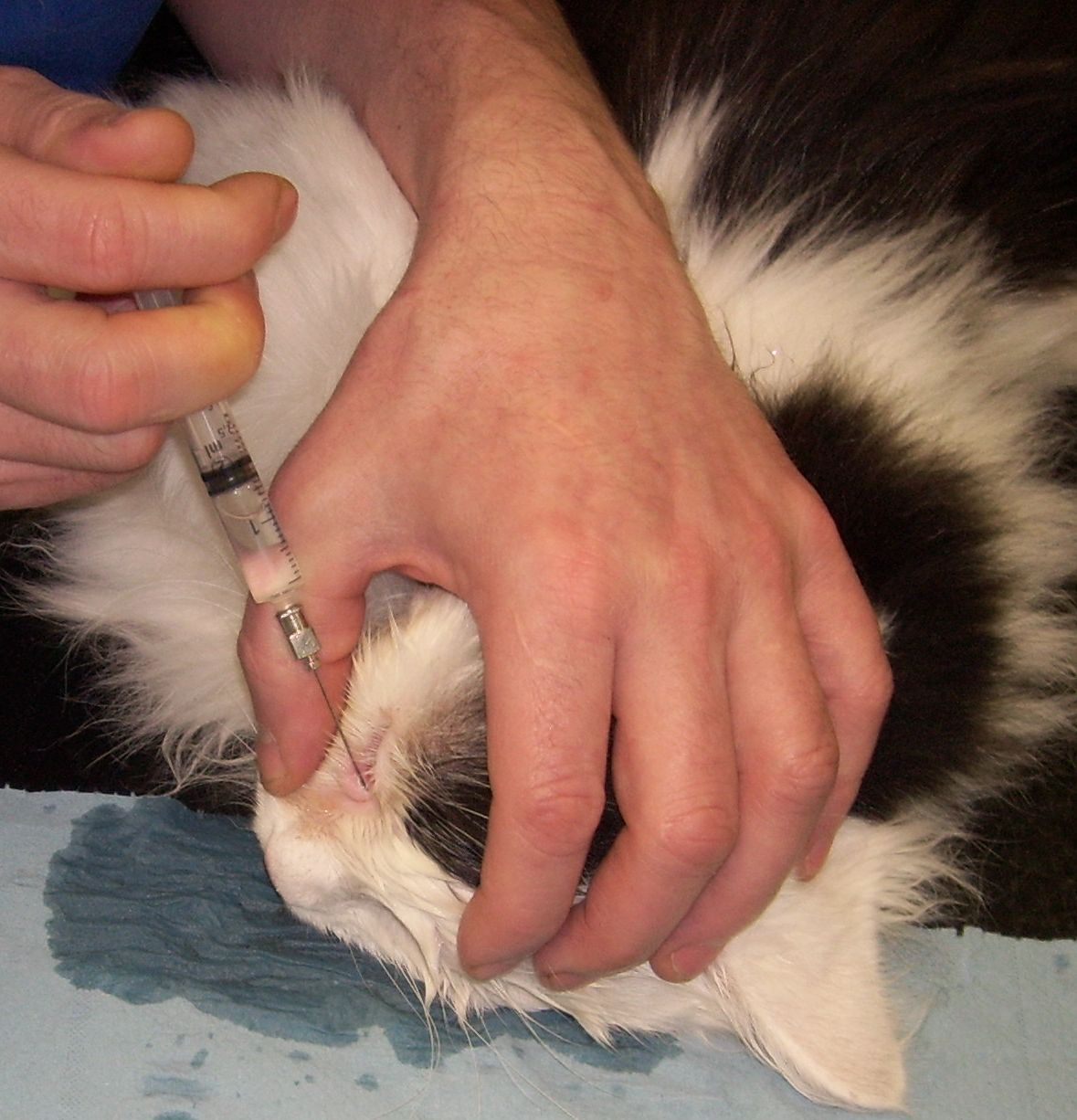
بيغ القناة الأنفية الدمعية عند القط

### جراحة العيون
تشمل القائمة أدناه أكثر جراحات العيون شيوعا في الحيوانات وهي:
- قلع العين لعلاج الغلوكوما أوجحوظ العين.
- جراحة الكتاراكت
- جراحة الشتر الداخلي
- جراحة الشتر الخارجي
- إزالة ورم الجفن
- جراحة العين الكرزية
- اجْتِثاثُ مُحْتَوَياتِ الحَجاج (الإزالة الكاملة) خاصة بالنسبة لسرطان حرشفية الخلايا لدى القطط والبقر.

### جراحة العظام

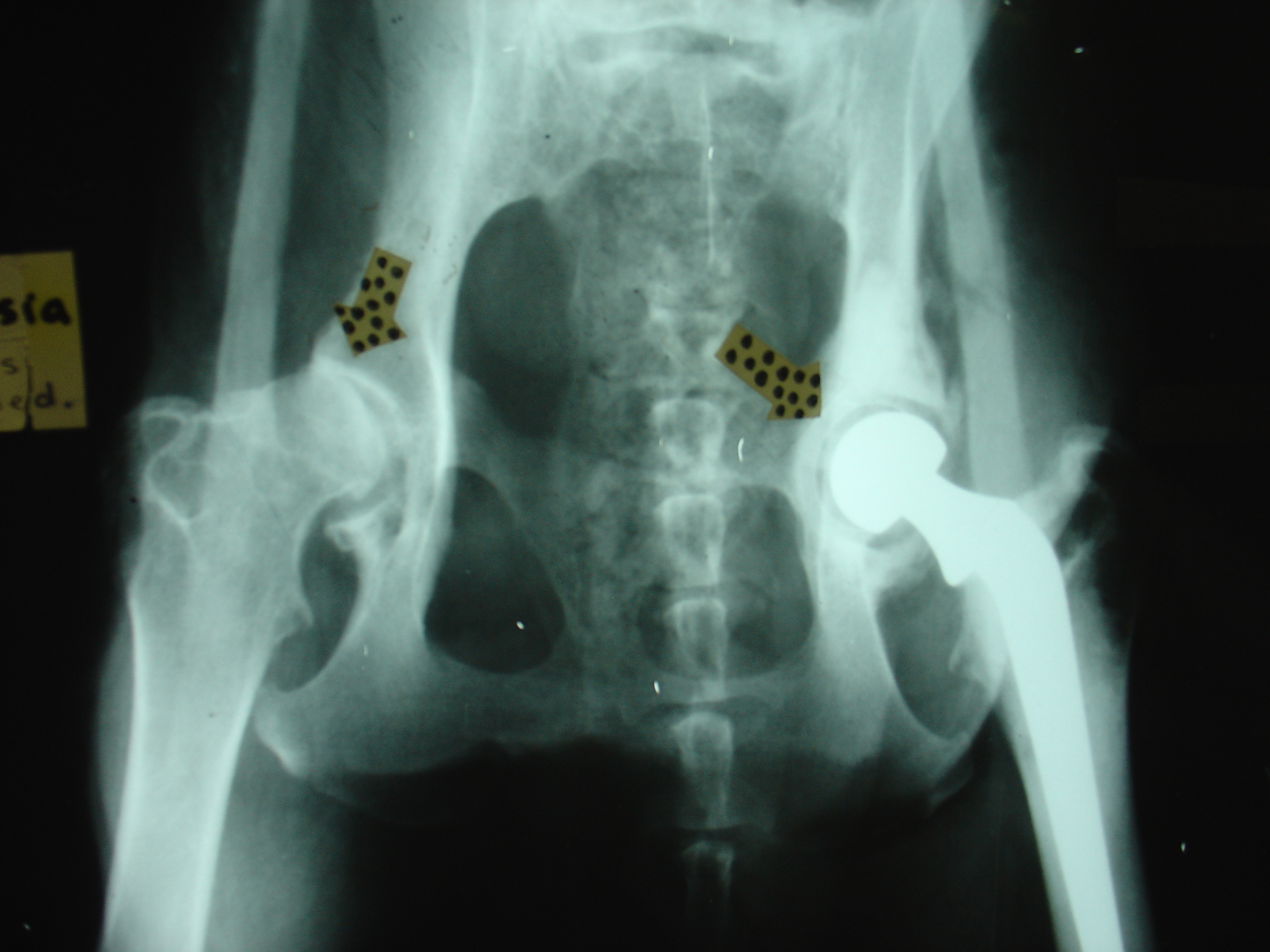
الورك الأيسر لهذا الكلب (على الجانب الأيمن من الأشعة السينية) هو ورك اصطناعي. هناك خلل تنسج (Dysplasia) في الورك الأيمن مع فصال وإعادة تشكيل رأس عظم الفخذ.

تشمل جراحات العظام في الحيوانات ما يلي:
- إصلاح تمزق الرِّباطُ التَّصالُبِيُّ الأَمامِيُّ للرُّكْبَة
- النمو الشاذ للورك:
  - استئصال عظم رأس الفخذ
  - القَطْعُ الثلاثي للعَظْمِ الحَوضِيّ
  - استبدال مفصل الورك
  - بتر الساق
  - إصلاح كسور العظام
  - تنظير المفصل
  - MPL - خلع الرضفة الأنسي
  - APL - خلع الرضفة الأمامي

### عمليات جراحية مشهورة أخرى

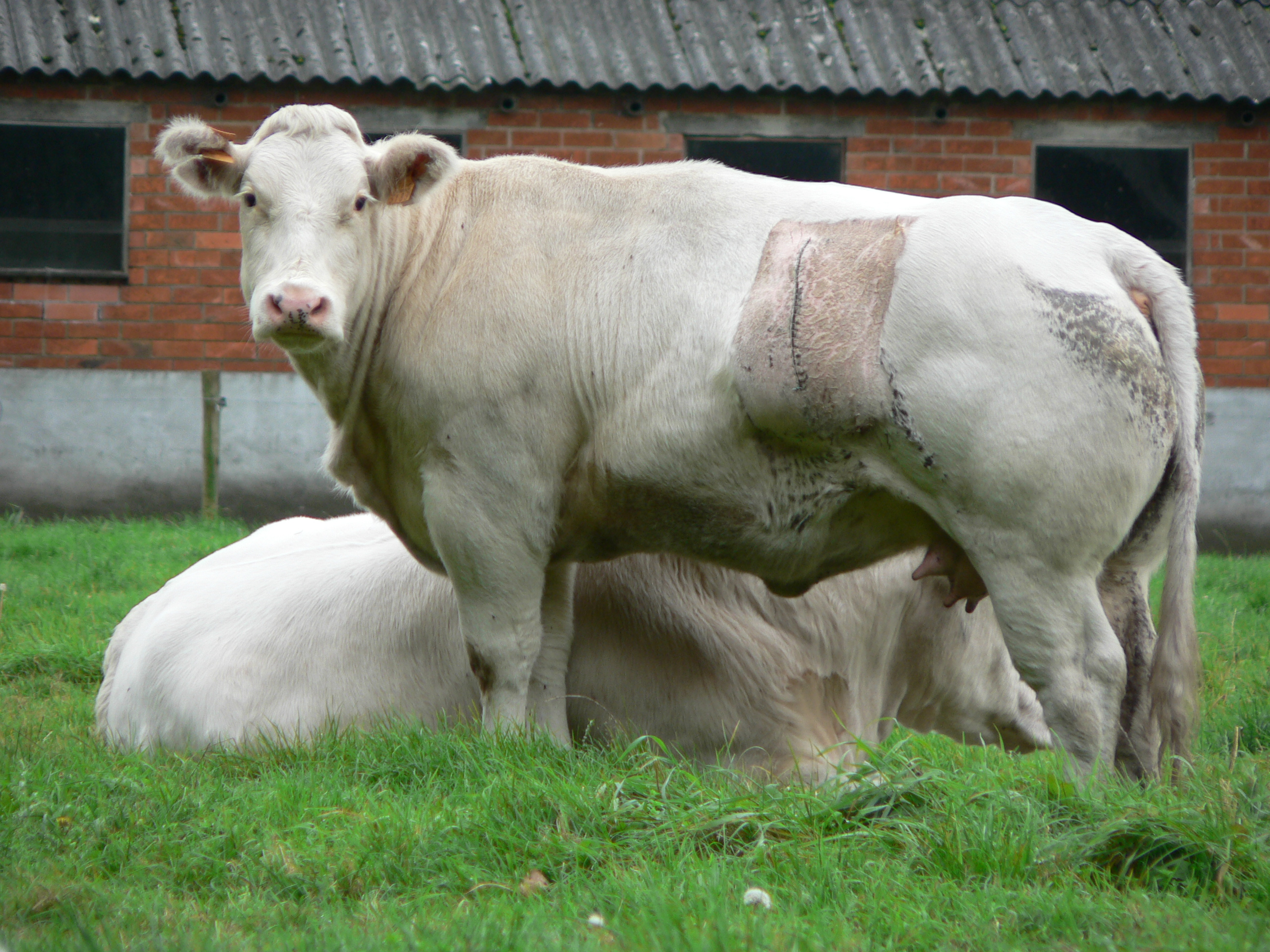
يظهر على الخاصرة اليسرى لهذه البقرة أثر العملية القيصرية

- العملية القيصرية تجرى عادتاً على القطط والكلاب والخيول والأغنام والماشية بوصفها عملية جراحية طارئة بسبب صعوبات في عملية الولادة، غالبا ما تحتاج بعض سلالات الكلاب مثل البولدوغ إلى مثل هذه العملية بسبب حجم رأس الجرو نسبة إلى عرض قناة ولادة الكلبة.
- جراحة التَطَبُّل يعتبر التطبل أو توسع المعدة المتلوية أمراً شائعاً لدى الكلاب حيث تملأ المعدة بالغاز وتلتوي غالباً. يتطلب التواء المعدة التدخل الجراحي الفوري لمنع نخر جدار المعدة.

بعد الصور الإشعاعية لتأكيد التطبل واختبارات الدم لتحديد اللاكتات والصحة العامة للكلب يطلب التدخل الجراحي حيث يتم إعادة المعدة لمكانها الطبيعي ثم تَثْبيتُ المَعِدَة على جدار الجسم، في بعض الأحيان يحتاج الأمر أيضا إلى استئصال الطحال أو استئصال جزئي للمعدة.
- بضع المثانة هو الفتح الجراحي للمثانة من الشائع إجرائه للكلاب والقطط من أجل إزالة حصوات المثانة أو الأورام.
- تصليح الجرح يتعرض الحيوان لجروح ناجمة عن العض من قبل حيوانات أخرى أو بسبب المكان الذي يعيش فيه أو شيء يمشي عليه، عادة ما تكون هذه الجروح بسيطة يمكن تنظيفها وخياطتها بسهولة، في بعض الأحيان يتطلب الأمر استخدام مخدر موضعي. الجروح العميقة عرضة بشكل خاص للإصابة، تتم إدارة أعمق الجروح تحت التخدير واستكشافها، إنضارها (إزالة المواد الغريبة والأنسجة الميتة) وغسلها.[13]

الإغلاق الأولي للجرح يتم إذا كانت كل الأنسجة المتبقية صحية وخالية من التلوث، يمكن تضميد الجروح الصغيرة العميقة وتركها مفتوحة لتلتئم من دون جراحة.
يصعب إصلاح الجروح التي تحدث في ضرع وحلمات الأبقار نظرا لصعوبة الوصول وحساسية الجهاز وعدم إمكانية تطبيق التخدير العميق على الأبقار. لكن بعض الأطباء حصلواعلى نتائج رائعة في التعامل معها.
- إزالة الأجسام الغريبة الكثير من الأشياء يمكن أن تبتلعها الكلاب والقطط والأبقار، يمكن للجسم الغريب أن يسبب انسداد بالجهاز الهضمي وقيء شديد واختلال الكهرلات.

تتم إزالة الجسم الغريب بواسطة الفتح الجراحي للمعدة أو الأمعاء. يمكن أيضا إزالت الأجسام الغريبة عن طريق المنظار. تعرف الحالة لدى الماشية باسم مرض الأجهزة.

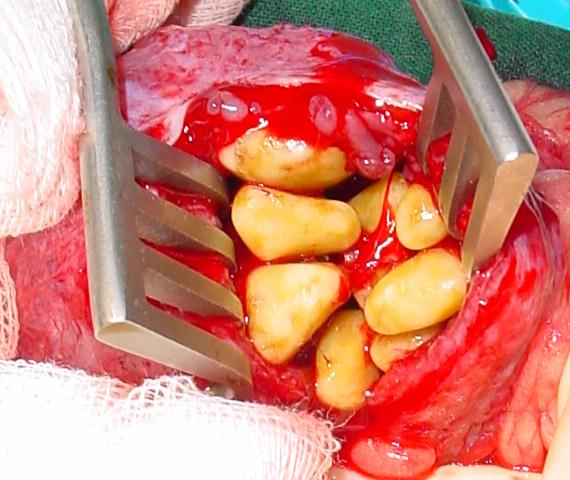
بضع المثانة لإزالة حصوات المثانة
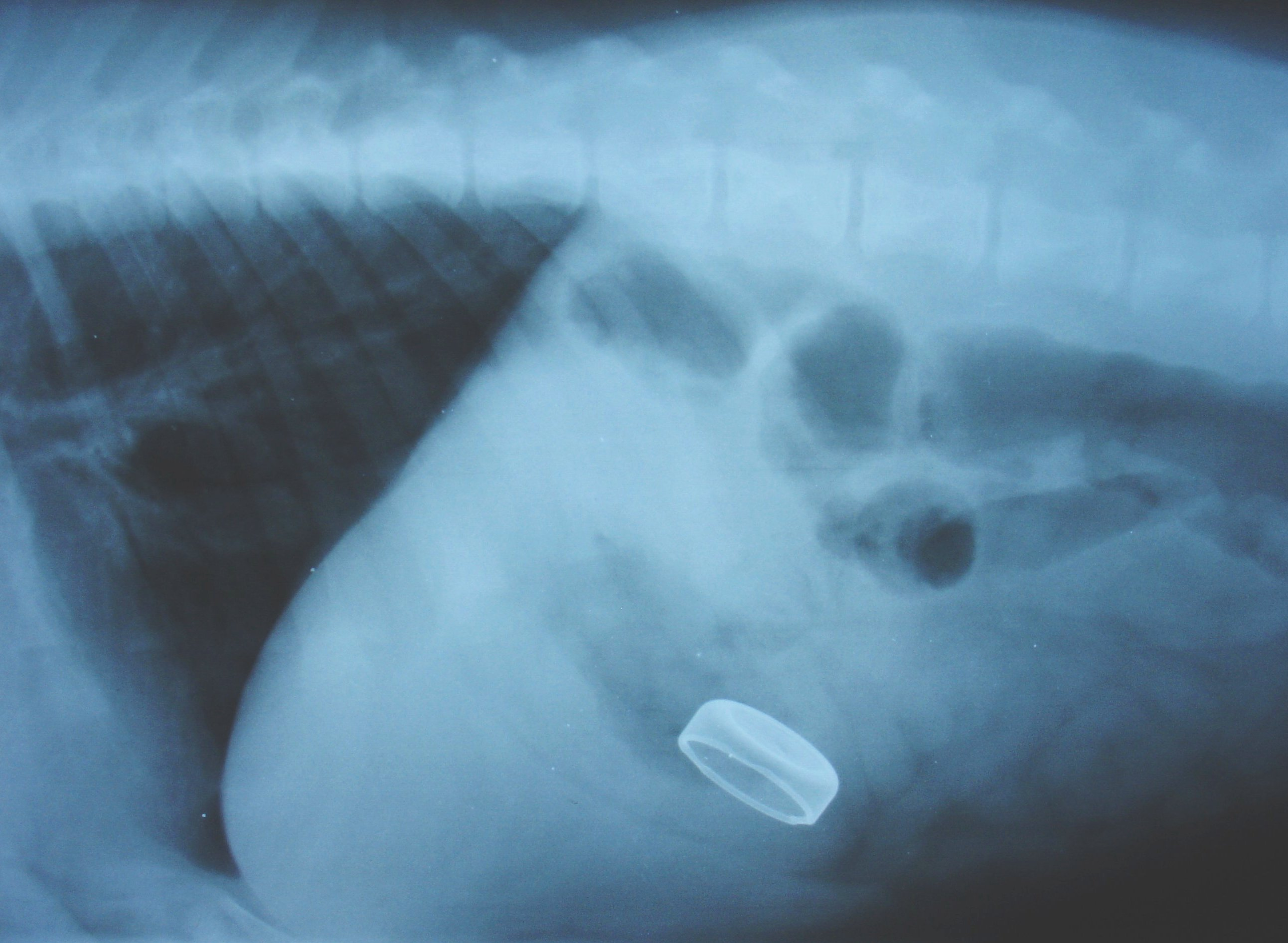
غطاء زجاجة ابتلعها كلب وتوجب ازالتها جراحيا
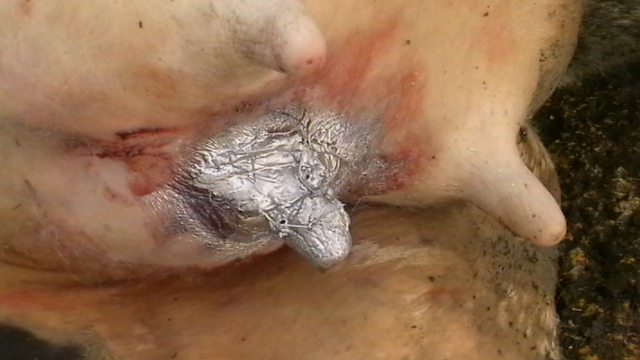
خياطة جرح على مستوى الحلمات لدى بقرة

## وصلات خارجية
- الكلية الأمريكية للجراحين البيطريين
- الكلية الأسترالية للعلوم البيطرية - فرع الجراحة
- الكلية الأوروبية للجراحة البيطرية